# جيمس ميلتون سميث
جيمس ميلتون سميث (بالإنجليزية: James Milton Smith)‏ هو قاضي ومحامي وسياسي أمريكي، ولد في 24 أكتوبر 1823 في مقاطعة تويغز في الولايات المتحدة، وتوفي في 26 نوفمبر 1890 في كولومبوس في الولايات المتحدة. حزبياً، نشط في الحزب الديمقراطي. وقد انتخب حاكم جورجيا ‏.